# Должанский район (Луганская область)
Должанский район (укр. Довжанський район), (Должанщина (укр. Довжанщина) — административная единица в Луганской области Украины, образованная в 2020 году. Административный центр — город Должанск.
Территория района оккупирована Россией в 2014 году.

## География
Район находится в юго-восточной части области.

## История
Район был образован Постановлением Верховной рады от 17 июля 2020 года в результате административно-территориальной реформы, в его состав были включены территории:
- Должанского района,
- Сорокинского района (кроме его западной части, включённой в Луганский район),
- а также городов областного значения Должанск и Сорокино.

## Население
Численность населения района в укрупнённых границах — около 207,7 тыс. человек.

## Административное устройство
Район в укрупнённых границах с 17 июля 2020 года номинально делится на 2 городские территориальные общины (громады):
- Должанская городская община (город Должанск, бывший на Украине как Свердловск),
- Сорокинская городская община (город Сорокино, бывший на Украине как Краснодон).

Выборы в общины и в район в целом не проводятся  Украиной из-за их неподконтрольности украинским властям до восстановления конституционного строя и восстановления полного контроля Украины по государственной границе.